# Charity
Charity är en ort i regionen Pomeroon-Supenaam i norra Guyana. Orten hade 1 485 invånare vid folkräkningen 2012. Den är belägen längs med floden Pomeroon, cirka 20 kilometer nordväst om Anna Regina.